# Anemoneae
Anemoneae — триба квіткових рослин родини жовтецеві (Ranunculaceae).

## Роди
- Anemonastrum
- Anemoclema
- Anemone — анемона
- Anemonoides
- Clematis — ломиніс
- Eriocapitella
- Hepatica — печіночниця
- Knowltonia
- Metanemone
- Naravelia
- Pulsatilla — сон